# March 821
La March 821 fu una vettura di Formula 1 con cui il costruttore britannico affrontò il campionato 1982. Progettata da Robin Herd e Adrian Reynard, era spinta dal tradizionale motore Ford Cosworth DFV.

## Stagione 1982
La vettura si dimostrò poco competitiva non giungendo mai in zona punti. Il miglior risultato fu il settimo posto con Jochen Mass al Gran Premio degli USA-Est, mentre frequenti furono le mancate qualifiche.
Oltre a Mass la vettura venne affidata al brasiliano Raul Boesel.
In alcuni gran premi una terza vettura fu utilizzata dallo spagnolo Emilio de Villota che però non si qualificò mai per la gara. Dal Gran Premio di Germania Mass venne sostituito da Rupert Keegan.
Jochen Mass divenne involontario e drammatico protagonista al volante della March 821 durante la seconda sessione di prove ufficiali al Gran Premio del Belgio sul circuito di Zolder l'8 maggio 1982 per aver male interpretato le scelte di traiettoria dell'arrembante Gilles Villeneuve al volante della Ferrari 126 C2, cosa che portò alla collisione e al decollo della monoposto del canadese, che morì quasi subito per le ferite riportate.